# Champigny-sur-Marne
Pour les articles homonymes, voir Champigny.
Champigny-sur-Marne est une commune française située au sein de la banlieue sud-est de Paris, dans le département du Val-de-Marne, en région Île-de-France. Elle est bordée des deux côtés par la Marne.
Ses habitants sont appelés les Campinois.

## Géographie

### Localisation

Localisation de Champigny-sur-Marne dans la petite couronne parisienne.

La commune se situe au nord-est du Val-de-Marne.

### Hydrographie
La Marne coule le long du territoire de la ville et marque une délimitation avec Nogent-sur-Marne et Le Perreux-sur-Marne au nord, ainsi que Saint-Maur-des-Fossés au sud.

### Climat
Pour des articles plus généraux, voir Climat de l'Île-de-France et Climat du Val-de-Marne.
En 2010, le climat de la commune est de type climat océanique dégradé des plaines du Centre et du Nord, selon une étude du CNRS s'appuyant sur une série de données couvrant la période 1971-2000. En 2020, Météo-France publie une typologie des climats de la France métropolitaine dans laquelle la commune est exposée à un climat océanique altéré et est dans la région climatique  Sud-ouest du bassin Parisien, caractérisée par une faible pluviométrie, notamment au printemps (120 à 150 mm) et un hiver froid (3,5 °C).
Pour la période 1971-2000, la température annuelle moyenne est de 11,5 °C, avec une amplitude thermique annuelle de 15,3 °C. Le cumul annuel moyen de précipitations est de 665 mm, avec 10,6 jours de précipitations en janvier et 7,8 jours en juillet. Pour la période 1991-2020, la température moyenne annuelle observée sur la station météorologique la plus proche, située sur la commune de Joinville-le-Pont à 3 km à vol d'oiseau, est de 12,9 °C et le cumul annuel moyen de précipitations est de 654,0 mm,. Pour l'avenir, les paramètres climatiques de la commune estimés pour 2050 selon différents scénarios d'émission de gaz à effet de serre sont consultables sur un site dédié publié par Météo-France en novembre 2022.
| Mois                                  | jan.             | fév.             | mars          | avril           | mai           | juin           | jui.          | août           | sep.          | oct.        | nov.            | déc.            | année      |
| ------------------------------------- | ---------------- | ---------------- | ------------- | --------------- | ------------- | -------------- | ------------- | -------------- | ------------- | ----------- | --------------- | --------------- | ---------- |
| Température minimale moyenne (°C)     | 2,5              | 2,5              | 4,7           | 7,1             | 10,6          | 13,9           | 15,8          | 15,6           | 12,4          | 9,3         | 5,6             | 3,1             | 8,6        |
| Température moyenne (°C)              | 5,2              | 6                | 9,2           | 12,4            | 15,8          | 19,1           | 21,3          | 21,1           | 17,4          | 13,3        | 8,7             | 5,6             | 12,9       |
| Température maximale moyenne (°C)     | 7,9              | 9,5              | 13,7          | 17,6            | 21            | 24,3           | 26,8          | 26,5           | 22,5          | 17,4        | 11,7            | 8,1             | 17,3       |
| Record de froid (°C) date du record   | −15,6 17.01.1985 | −12,1 07.02.1991 | −6,6 01.03.05 | −2,5 12.04.1986 | 1 08.05.1997  | 4,8 04.06.1991 | 7,5 14.07.08  | 6,8 29.08.1986 | 4 18.09.10    | −1 28.10.03 | −6,8 24.11.1998 | −9,5 29.12.1996 | −15,6 1985 |
| Record de chaleur (°C) date du record | 17,3 27.01.03    | 22,5 27.02.19    | 27,5 31.03.21 | 31 20.04.18     | 33,4 27.05.05 | 38,9 21.06.17  | 42,5 25.07.19 | 41 12.08.03    | 35,9 08.09.23 | 31 03.10.11 | 22,5 08.11.15   | 17,2 17.12.15   | 42,5 2019  |
| Précipitations (mm)                   | 52               | 47,1             | 46,3          | 45,4            | 62,9          | 54,2           | 59,1          | 55,9           | 49,9          | 56,2        | 59,2            | 65,8            | 654        |

### Voies de communication et transports

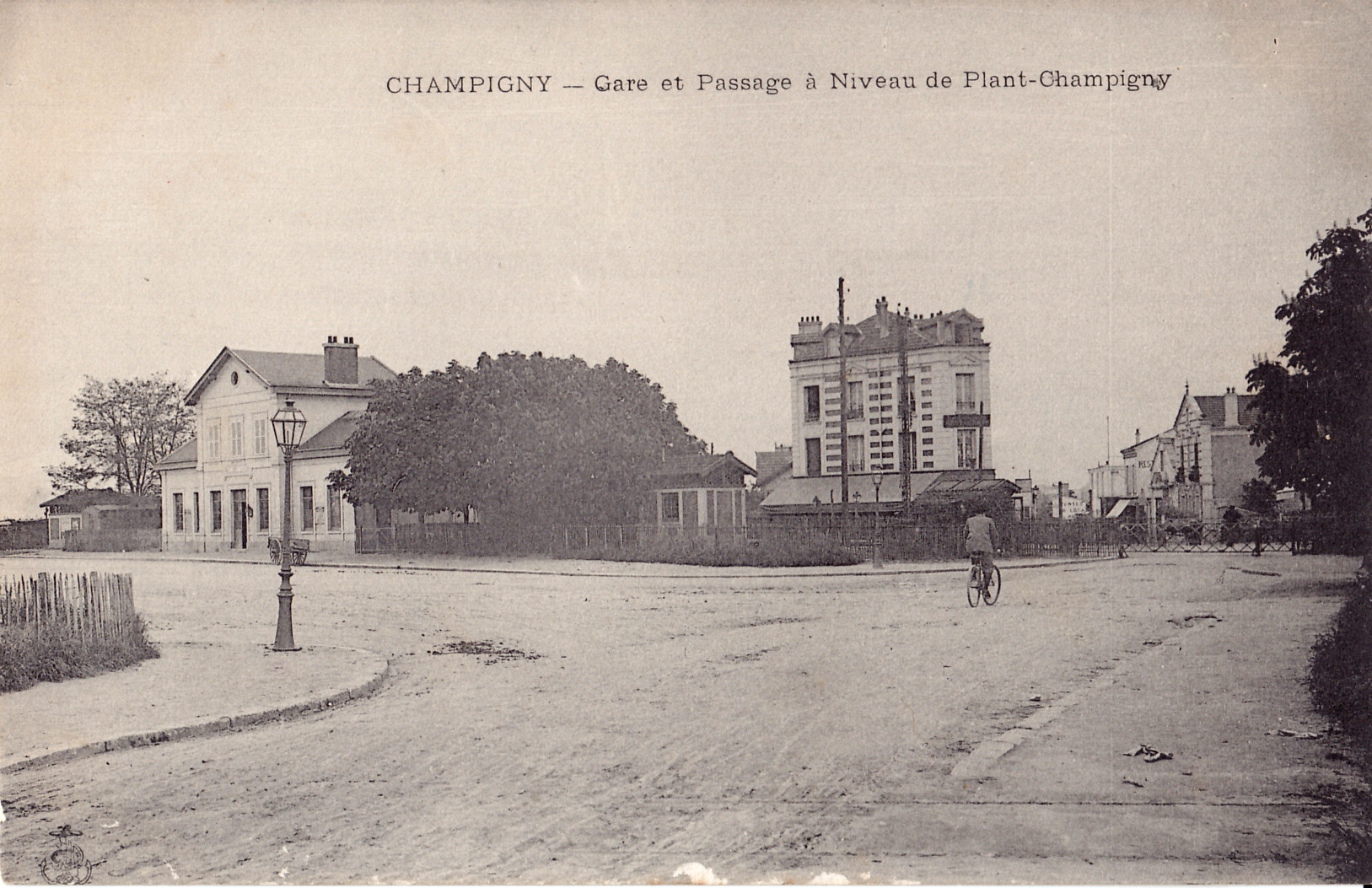
La ville est traversée par la Grande Ceinture, une ligne de chemin de fer qui contourne Paris, et qui accueillait les voyageurs jusqu'à la Seconde Guerre mondiale et dont on voit ici la gare de Plant-Champigny.
La ligne n'a plus, aujourd'hui, qu'un trafic marchandises.

#### Voies routières
Quatre ponts routiers franchissant la boucle de la Marne entourent Champigny : le pont de Nogent, le pont du petit Parc, le pont de Champigny et le pont de Joinville sur la commune du même nom. Ce dernier est emprunté par la route nationale 4 devenue route départementale reliant Paris à Strasbourg via Nancy et traversant en longueur la ville.
Au niveau du pont de Nogent, la commune a un accès à l'autoroute A4 ainsi qu'à l'autoroute A86. Un second accès à l'autoroute A4 se situe sur la commune.

#### Pistes cyclables
Champigny a été la première ville de la boucle de la Marne à avoir mis en place des pistes communales cyclables sur les bords de Marne ; la première, isolée de la circulation routière, connecte le parc du Tremblay aux guinguettes de Joinville-le-Pont. La ville est la plus en avance dans le secteur en matière de mobilité douce, incluant à chaque nouveaux aménagements de nouvelles pistes cyclables seule ou en concertation avec le département du Val-de-Marne.
Champigny-sur-Marne fait partie du réseau Vélib et accueille plusieurs stations.

#### Transports en commun
Les gares de Plant - Champigny (aujourd'hui détruite) et de Champigny se situent sur la ligne de Grande Ceinture, où un service de voyageurs est assuré du 16 juillet 1877, avec l'ouverture de la section de Noisy-le-Sec à Juvisy, jusqu'au 1er décembre 1939, quand cesse le trafic sur la section comprise entre Nogent - Le Perreux et Champigny.
Aujourd'hui, la ville de Champigny-sur-Marne est desservie par plusieurs moyens de transport en commun :
- Ligne E du RER à la gare des Boullereaux-Champigny ;
- Ligne A du RER à la gare de Champigny située à Saint-Maur-des-Fossés ;
- Nombreuses lignes du réseau de bus RATP et du réseau de bus Marne et Seine en journée, ainsi que du Noctilien la nuit.

Elle sera desservie par le futur métro du Grand Paris Express :
- en 2025, à la gare de Champigny Centre sur la section Sud[10] (Pont de Sèvres ↔ Noisy - Champs) de la ligne 15 ;
- en 2025, par une seconde station de métro sur la section Sud de la ligne 15 à la gare de Villiers-Champigny-Bry, située sur la ville de Villiers-sur-Marne, accompagnée d'une nouvelle gare au même endroit sur le RER E ;
- vers 2030, à la gare de Champigny Centre sur la section Est[11] (Saint-Denis Pleyel ↔ Champigny Centre) de la ligne 15.

## Urbanisme

### Typologie
Au 1er janvier 2024, Champigny-sur-Marne est catégorisée grand centre urbain, selon la nouvelle grille communale de densité à sept niveaux définie par l'Insee en 2022.
Elle appartient à l'unité urbaine de Paris, une agglomération inter-départementale regroupant 407  communes, dont elle est une commune de la banlieue,,. Par ailleurs la commune fait partie de l'aire d'attraction de Paris, dont elle est une commune du pôle principal,. Cette aire regroupe 1 929 communes,.

### Quartiers

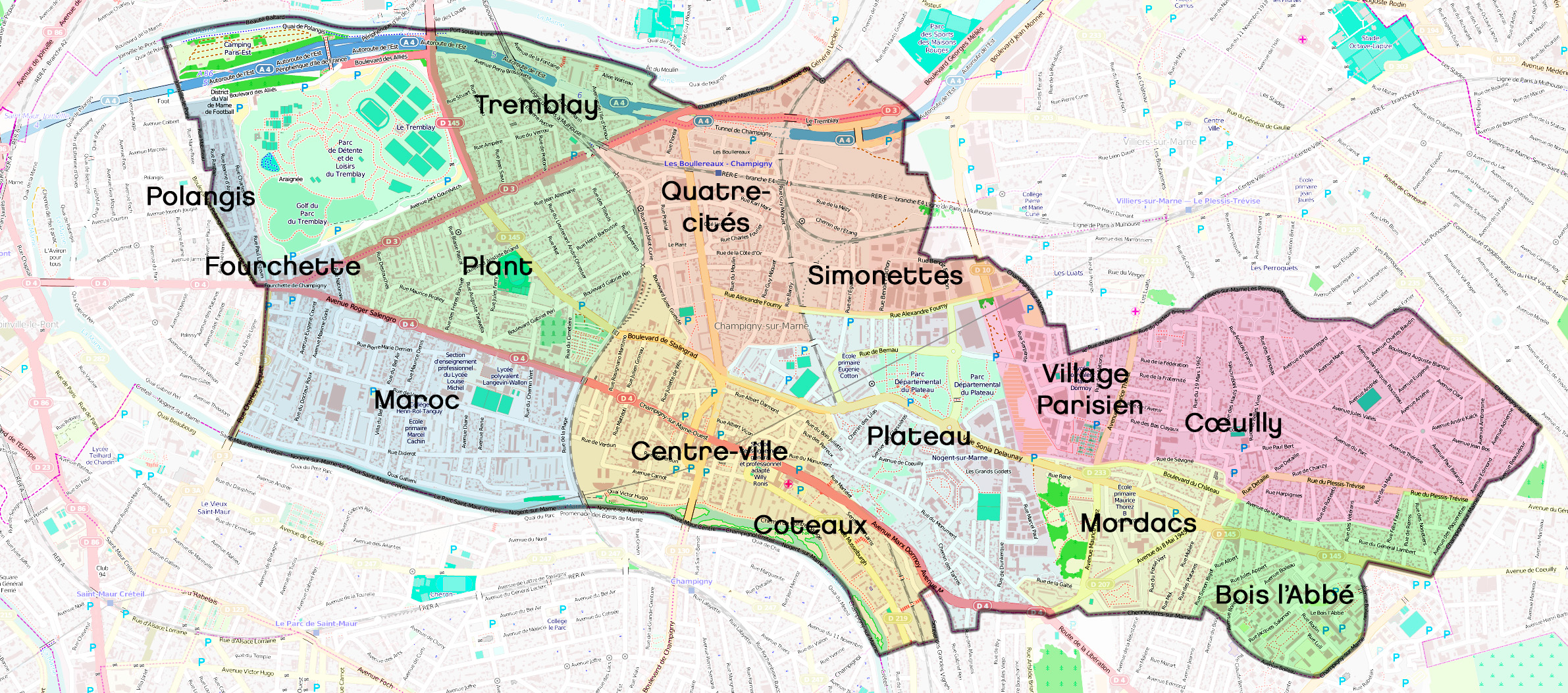
Quartiers de Champigny-sur-Marne.

Depuis 1996, l'administration municipale a mis en place des conseils de quartier. Depuis 2015, ils sont au nombre de 10 :
- Tremblay / Polangis[17] ;
- Le Plant[18] ;
- Le Maroc (le mot « Maroc » viendrait des Maraîchers qui occupaient l'espace auparavant)[19] ;
- Centre-Ville / Musselburgh[20] ;
- Les Boullereaux - Quatre Cités [21] ;
- Plateau / VDO[22] ;
- Village Parisien[23] ;
- Cœuilly[24] ;
- Les Mordacs[25] ;
- Le Bois-l'Abbé / Salvador-Allende[26].

### Habitat et logement

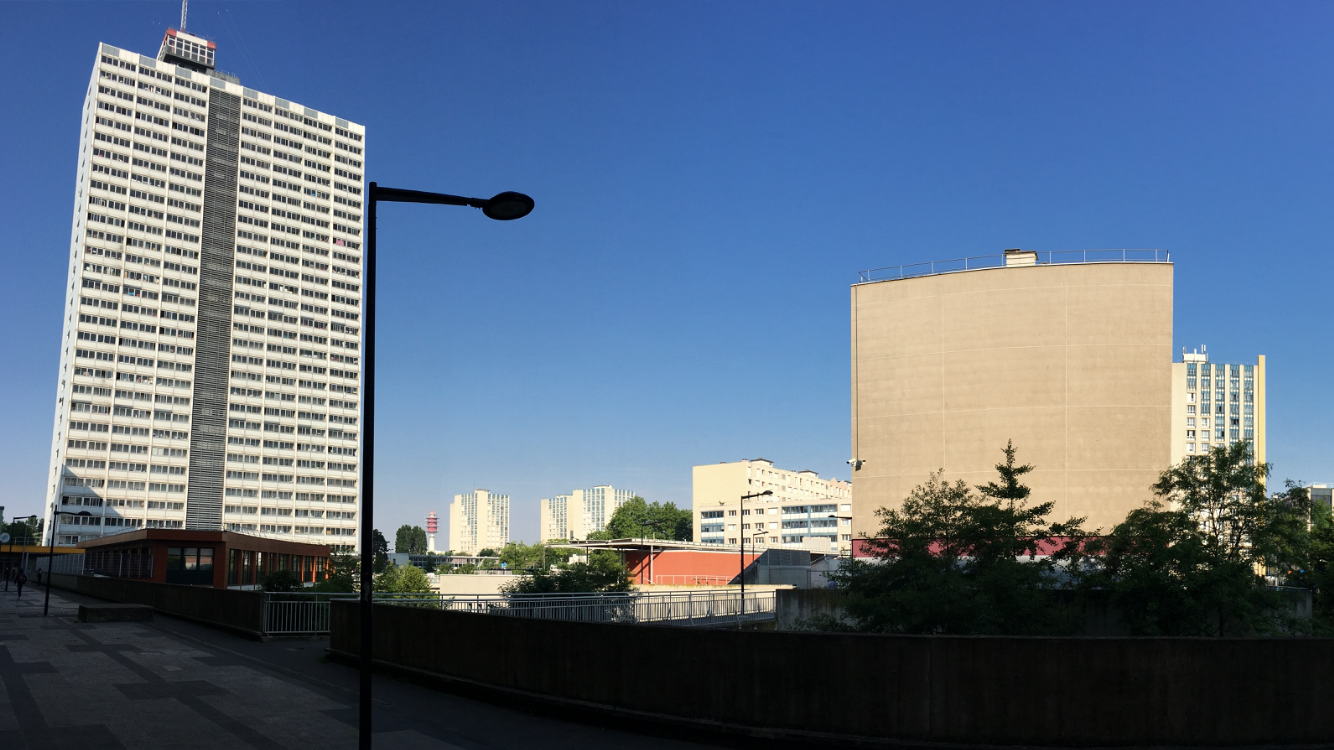
La Tour Rodin (à gauche) dans le quartier du Bois-l'Abbé.

En 2018, le nombre total de logements dans la commune était de 32 442, alors qu'il était de 31 313 en 2013 et de 30 849 en 2008.
Parmi ces logements, 93,6 % étaient des résidences principales, 0,9 % des résidences secondaires et 5,5 % des logements vacants. Ces logements étaient pour 30,9 % d'entre eux des maisons individuelles et pour 67,8 % des appartements.
En 2008, le nombre de logements sociaux était de 10 997, soit 37,8 % du parc des résidences principales. En 2018, il était en légère baisse relative (11 241 logements soit 37,0 % des résidences principales), et la commune respecte largement le pourcentage minimum prévu à l'article 55 de la Loi SRU de 2000.
Le tableau ci-dessous présente la typologie des logements à Champigny-sur-Marne en 2018 en comparaison avec celle du Val-de-Marne et de la France entière. Une caractéristique marquante du parc de logements est ainsi une proportion de résidences secondaires et logements occasionnels (0,9 %) inférieure à celle du département (1,8 %) mais supérieure à celle de la France entière (9,7 %). Concernant le statut d'occupation de ces logements, 44,9 % des habitants de la commune sont propriétaires de leur logement (46,5 % en 2013), contre 45 % pour le Val-de-Marne et 57,5 pour la France entière.
| Typologie                                               | Champigny-sur-Marne | Val-de-Marne | France entière |
| ------------------------------------------------------- | ------------------- | ------------ | -------------- |
| Résidences principales (en %)                           | 93,6                | 92,5         | 82,1           |
| Résidences secondaires et logements occasionnels (en %) | 0,9                 | 1,8          | 9,7            |
| Logements vacants (en %)                                | 5,5                 | 5,7          | 8,2            |

La Tour Rodin, construite en 1968, est au centre du quartier Bois-L'Abbé.

## Toponymie

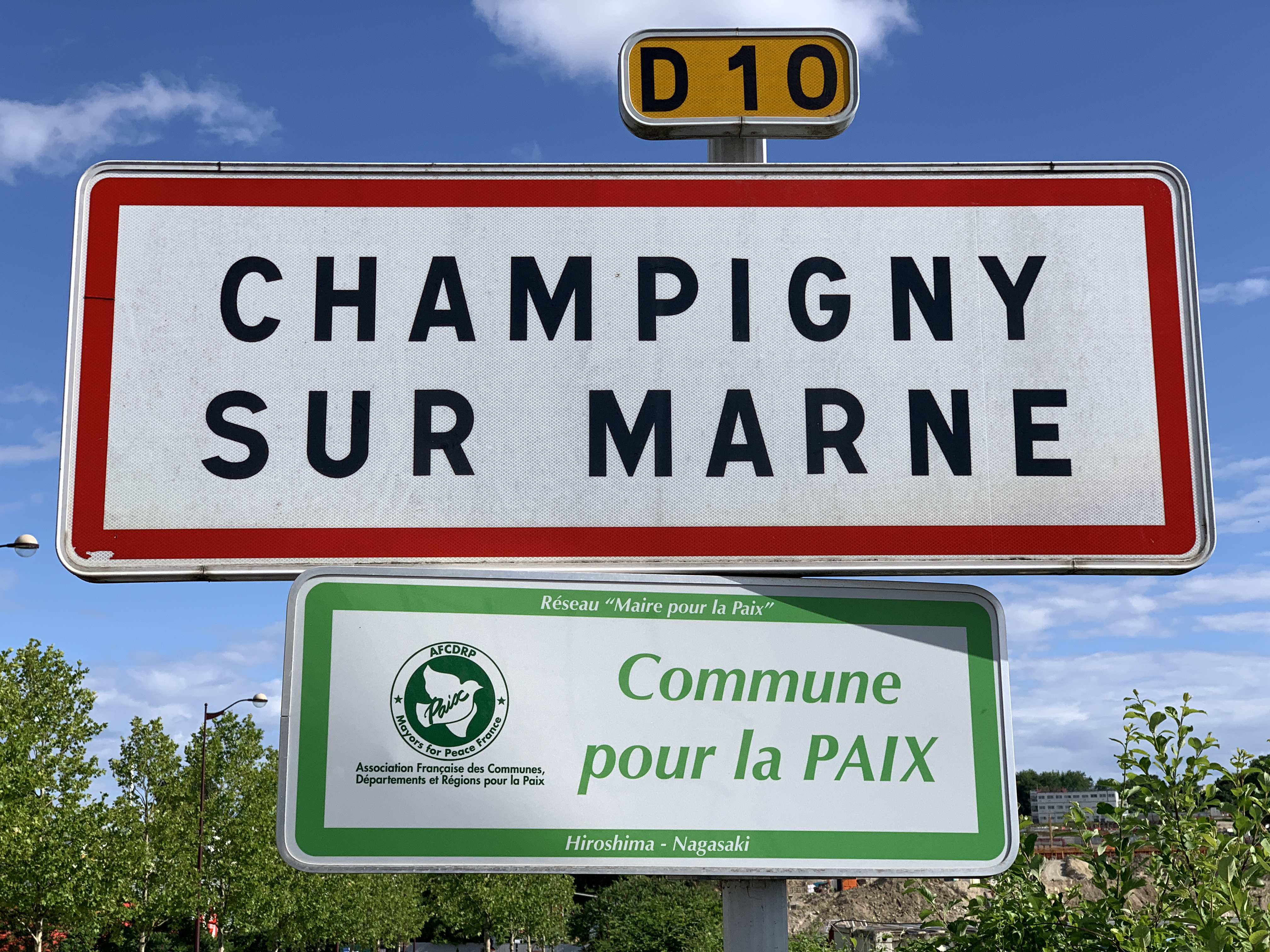
Panneau d'entrée dans la commune.

Étymologiquement, le nom de Champigny viendrait de « champagne », vaste plaine de craie, couverte de vignoble. D'après le latiniste Gaffiot, il s'agit de la traduction du mot latin Campiniacum. La ville a été appelée Champigny-devant-Paris, notamment pour parler de la bataille.

## Histoire

### Préhistoire
De nombreuses traces humaines datant du Néolithique ont été découvertes dès 1867 à Champigny (lance en silex , lames , hache polie, flèches ...). Des fouilles effectuées en 2018 ont mis au jour une sépulture datant de l'époque néolithique/bronze (3000-2000 av. J.-C.)
Des sépultures de l'âge du bronze (1400-800 av. J.-C.) ont été découvertes en 1999.

### Moyen Âge
Une nécropole mérovingienne de onze sépultures en sarcophages de pierre et de plâtre, faisant partie d’une nécropole s’étendant sous le théâtre de la Nature. Un « sabre d’une forme remarquable » a été mis à nu en 1909, d'autres sépultures de même époque auraient été découvertes au nord-est de la commune, en limite de Bry-sur-Marne.

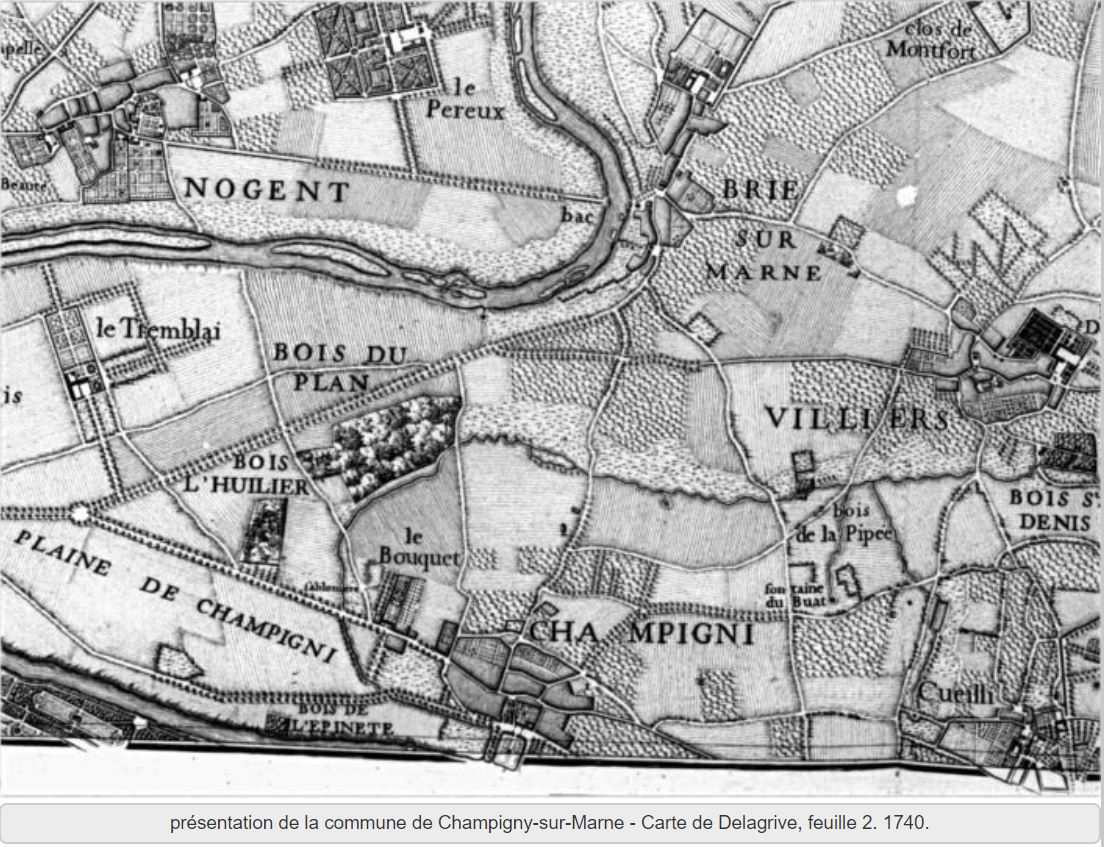

Au Moyen Âge : la première mention écrite évoquant Champigny date approximativement de 1060 lors du règne de Philippe 1er alors que sa paroisse n'est évoquée qu'au début du XIIe siècle ; le hameau de Cœuilly n'est attesté qu'au début du XIIIe siècle.
Lors de la guerre de Cent Ans, en 1490, les Armagnacs exterminent l'ensemble de la population, bétail compris, et brûlent le château fort de Champigny.

### Révolution française et Empire
À la suite de la Révolution française, Champigny-sur-Marne est rattaché au District de Bourg de l'Égalité par la Convention nationale.

### Époque contemporaine
Lors de la guerre franco-allemande de 1870, alors que Paris est encerclé par les troupes prussiennes depuis le 18 septembre, plusieurs tentatives pour briser l'étau ennemi sont menées. L'une d'elles, la plus importante, a lieu entre le 30 novembre et le 2 décembre lors de la bataille de Champigny. La population, qui avait été évacuée vers Paris début septembre, revient après l'armistice (en février) pour trouver un village complètement ravagé. La commune est d'ailleurs souvent nommée Champigny-la-Bataille jusqu'au conflit suivant.
La modernisation de la ville intervient réellement avec Albert Thomas comme maire de Champigny le 28 mai 1912. Ami proche de Jean Jaurès, il est ministre pendant la première guerre mondiale, fondateur du Bureau international du travail à Genève. Campinois de naissance, il engage une période de développement des services publics à tous les niveaux : bibliothèque municipale, régie, musée, postes et télégraphes, écoles, services techniques, voirie, ramassage des ordures, électricité…
Dans l'entre deux guerres, la population communale triple pour atteindre 30 000 habitants, dynamisée par l'exode rural et l'immigration parfois en lien avec la guerre 14-18 comme l'immigration portugaise
C'est la période de construction des cités-jardins, mélange d'habitats individuels et collectifs à vocation sociale, agrémentés de jardins et ornements, ainsi que de commerces, théâtre et écoles.
Dès 1936, le maire de la ville, Gaston Alphonse Chardin, sollicite la solidarité de Campinois avec la jeune république espagnole. Une vingtaine d'habitants de Champigny rejoignent même les Brigades internationales lors de la Guerre d'Espagne. Une stèle en mémoire des Brigades internationales, conçue par Oscar Niemeyer et réalisée par le sculpteur Denis Monfleur, est inaugurée dans la commune en 1999.
En 1945, la ville reste très hétérogène avec des quartiers encore ruraux (bords de Marne avec les maraîchers, coteaux avec les vignerons, le Plateau zone de culture céréalière), d'autres « marécageux » (Mordacs) et les quartiers urbanisés de longue date ou très partiellement comme Coeuilly. Le Bois l'abbé, utilisé pendant l'Occupation pour se chauffer, lui, n'existe quasiment plus.
Entre 1960 et 1972, environ 10 000 Portugais fuyant la dictature de Salazar et Marcelo Caetano, les guerres coloniales et la misère, arrivent à Champigny et s'installent dans un bidonville, au point de constituer une ville dans la ville. Le maire de l'époque, Louis Talamoni (PCF), les accueille et travaille à leur intégration dans la société française (installation de l'eau, accès aux bains-douches, papiers pour les travailleurs, logements, etc.). En 2016, pour lui rendre hommage, l'association issue de la communauté portugaise, Les amis du Plateau, réalise un monument en mémoire de l'ancien édile et organise une grande fête, où sont notamment présents le président portugais Marcelo Rebelo de Sousa, le Premier ministre António Costa et de nombreux artistes de l'immigration portugaise, comme  Linda de Suza — qui avait habité au bidonville — et Lio.
En mars 2022, Champigny-sur-Marne lance sa police municipale.

## Politique et administration

### Rattachements administratifs et électoraux
Antérieurement à la loi du 10 juillet 1964, la commune faisait partie du département de Seine. La réorganisation de la région parisienne en 1964 fit que la commune appartient désormais au département du Val-de-Marne et à son arrondissement de Nogent-sur-Marne après un transfert administratif effectif au 1er janvier 1968.
La ville était rattachée de 1793 à 1893 au canton de Charenton-le-Pont, année où elle intègre le canton de Nogent-sur-Marne. Dans le cadre de la mise en place du Val-de-Marne, elle devient en 1967 le chef-lieu du Canton de Champigny-sur-Marne. Accompagnant la croissance démographique de la banlieue parisienne, celui-ci est scindé en 1976, créant les cantons de Champigny-sur-Marne-Est et de Champigny-sur-Marne-Ouest.
Un nouveau découpage intervient en 1984, où Champigny-sur-Marne était divisée en quatre cantons, mais n'était chef-lieu que de trois d'entre eux :

- le canton de Champigny-sur-Marne-Centre ;

- le canton de Champigny-sur-Marne-Est ;

-  le canton de Champigny-sur-Marne-Ouest.

La quatrième partie de la commune appartenait au canton de Bry-sur-Marne.
Dans le cadre du redécoupage cantonal de 2014 en France, cette circonscription administrative territoriale a disparu, et le canton n'est plus qu'une circonscription électorale.

#### Rattachements électoraux
Pour les élections départementales, la commune est depuis 2014 le bureau centralisateur des cantons de Champigny-sur-Marne-1 et de Champigny-sur-Marne-2
Pour l'élection des députés, son territoire est réparti entre la première et la  cinquième circonscription du Val-de-Marne.

### Intercommunalité
La commune n'était membre, jusque 2015, d'aucune intercommunalité à fiscalité propre.
Dans le cadre de la mise en œuvre de la volonté gouvernementale de favoriser le développement du centre de l'agglomération parisienne comme pôle mondial est créée, le 1er janvier 2016, la métropole du Grand Paris (MGP), dont la commune est membre.
La loi portant nouvelle organisation territoriale de la République du 7 août 2015 prévoit également la création de nouvelles structures administratives regroupant les communes membres de la métropole, constituées d'ensembles de plus de 300 000 habitants, et dotées de nombreuses compétences, les établissements publics territoriaux (EPT).
La commune a donc également été intégrée le 1er janvier 2016 à l'établissement public territorial Paris-Est-Marne et Bois.

### Tendances politiques et résultats
Élections présidentielles
Résultats des seconds tours dans la commune :
- Élection présidentielle de 2002 : 85,53 % pour Jacques Chirac (RPR) contre 14,47 % pour Jean-Marie Le Pen (FN), 79,71 % de participation[46].
- Élection présidentielle de 2007 : 43,79 % pour Nicolas Sarkozy (UMP) contre 56,21 % pour Ségolène Royal (PS), 83,80 % de participation[47].
- Élection présidentielle de 2012 : 63,09 % pour François Hollande (PS) contre 36,91 % pour Nicolas Sarkozy (UMP), 78,37 % % de participation[48].
- Élection présidentielle de 2017 : 80,32 % pour Emmanuel Macron (En Marche !) contre 19,68 % pour Marine Le Pen (FN), 73,59 % de participation[49].
- Élection présidentielle de 2022 : 71,78 % pour Emmanuel Macron (LREM) contre 28,22 % pour Marine Le Pen (RN), 60,48 % de participation. Jean-Luc Mélenchon (LFI) était arrivé largement en tête au premier tour avec 40,06 %[50].

Élections européennes
Meilleurs scores :
- Élections européennes de 2004 : 23,16 % pour Harlem Désir (PS), 19,62 % pour Francis Wurtz (PCF), 11,59 % pour Patrick Gaubert (UMP), 9,40 % pour Marine Le Pen (FN), 41,67 % de participation[51].
- Élections européennes de 2009 : 23,79 % pour Patrick Le Hyaric (FG), 19,83 % pour Michel Barnier (UMP), 17,80 % pour Daniel Cohn-Bendit (EE), 11,53 % pour Harlem Désir (PS), 36,82 % de participation[52].
- Élections européennes de 2014 : 18,28 % pour Patrick Le Hyaric (FG), 17,42 % pour Aymeric Chauprade (FN), 16,19 % pour Alain Lamassoure (UMP), 12,79 % pour Pervenche Berès (PS), 35,23 % de participation[53].
- Élections européennes de 2019 : 20,09 % pour Nathalie Loiseau (LREM, MODEM), 15,32 % pour Yannick Jadot (EELV), 14,69 % pour Jordan Bardella (RN), 10,39 pour Ian Brossat (PCF), 9,22 % pour Manon Aubry (LFI), 6,57 % pour Raphaël Glucksmann (PS-PP), 5,42 % pour François-Xavier Bellamy (LR), 4,30 % pour Benoît Hamon (PS);  41,22% de participation[54].

Référendums
- Référendum sur le traité de Maastricht du 20 septembre 1992 : 55,24 % pour le NON, 44,76 % pour le OUI, 67,20 % de participation[55].
- Référendum sur le traité établissant une constitution pour l'Europe du 29 mai 2005 : 60,50 % pour le NON, 39,50 % pour le OUI, 66,17 % de participation[56].

Élections municipales
Depuis l’élection d'Albert Thomas en 1912 jusqu'aux élections municipales de 2020, la ville est dirigée par des municipalités de gauche à l'exception des années d'occupation. Après guerre, à partir de 1950, la municipalité animée par des maires communistes a accompagné l'essor de la ville, et des années 1980 aux municipales de 2020, la majorité municipale se compose d'une union de gauche (communistes, socialistes, écologistes et citoyens non affiliés à des partis politiques.
Lors du second tour des élections municipales de 2014, la liste PCF-PS-EELV menée par le maire sortant, Dominique Adenot  obtient la majorité des suffrages exprimés, avec 10 825 voix (47,73, 36 conseillers municipaux élus), devançant celles respectivement menées par :

- Laurent Jeanne (UMP-UDI 10 012 voix, 44,15 %, 11 conseillers municipaux élus) ;

- Jean-Marie Rougier (FN, 1 839 voix, 8,10 %, 2 conseillers municipaux élus).

Lors de ce scrutin, 45,93 % des électeurs se sont abstenus.
Au second tour des élections municipales de 2020, la liste SL-UDI-MR-MEI-LGM-MODEM-AGR-CE-LREM-LR menée par le candidat malheureux de 2008 et 2014, Laurent Jeanne , obtient la majorité absolue des suffrages exprimés, avec 9 126 voix (54,03 %, 38 conseillers municipaux élus dont 2 métropolitains) devançant largement  celle  	PCF-PS-EÉLV-LFI-G.s-Ensemble ! menée par le maire sortant Christian Fautré — bénéficiant de la fusion de la liste SE du premier tour menée par Mamadou Sy  — qui a recueilli 7 762 voix, 45,96 %, 11 conseillers municipaix élus).
Lors de ce scrutin marqué par la pandémie de Covid-19 en France, 60,59 % des électeurs se sont abstenus,.

### Administration municipale
Compte tenu de l'importance de sa population, le conseil municipal est composé de 49 membres, dont le maire et ses adjoints.

### Liste des maires
| Période        | Période                       | Identité                | Étiquette | Qualité |
| -------------- | ----------------------------- | ----------------------- | --------- | --- |
| octobre 1944   | octobre 1947                  | Louis Merlane           | SFIO      | Comptable, Résistant Président de la délégation spéciale installée par arrêté préfectoral, faisant fonction de maire puis élu maire en mai 1945 |
| octobre 1947   | juillet 1950                  | René Émile Desvilettes, | PCF       | Agent EDF, Résistant Mort en fonction |
| 1950           | avril 1975                    | Louis Talamoni,         | PCF       | Comptable, Résistant. Sénateur de la Seine (1958 → 1959 et 1963 → 1968) Sénateur du Val-de-Marne (1968 → 1975) Décédé en fonction               |
| mai 1975       | novembre 2004                 | Jean-Louis Bargero,     | PCF       | Instituteur Conseiller général de Champigny-sur-Marne-Est (1976 → 2001) Démissionnaire                                                          |
| novembre 2004, | avril 2018                    | Dominique Adenot,       | PCF       | Président de l'ANECR (2010 → 2016) Décédé en fonction                                                                                           |
| avril 2018     | juillet 2020                  | Christian Fautré        | PCF       | Postier retraité |
| juillet 2020   | En cours (au 25 janvier 2023) | Laurent Jeanne          | SL        | Directeur commercial Conseiller régional d'Ile-de-France (2017→) Vice-président de l'ETP Paris-Est-Marne et Bois (2020 → )                      |

### Politique de développement durable
- La commune gère 270 000 m2 d’espaces verts dont 49 000 m2 dans les écoles et un peu plus de 3 000 m2 dans les cimetières, espace qui comprennent 7 945 arbres dont 549 dans les écoles[Quand ?]. À ces espaces verts public s'ajoutent deux parcs départementaux ainsi que les îles préservées Natura 2000[80]. La commune s'est inscrite dans une gestion « zéro-phyto »[réf. nécessaire] (pas d’insecticide ou de désherbant) dans l’entretien des espaces verts) avant que celle-ci devienne obligatoire
- Ville précurseur de la géothermie dès les années 1980, énergie 100 % renouvelable et de faible coût, en 1984 un premier puits dessert le quartier des Mordacs et du Bois-Labbé, un deuxième puits géothermique sera disponible en 2022 sur la commune et desservira les quartiers Plant, Quatre-Cités et le centre-ville[81]
- La ville promeut la mobilité douce depuis de nombreuses années notamment sur les bords de Marne et développe à chaque aménagement urbain de nouvelles pistes cyclables. Le déploiement de stations de vélo en libre-service "Velib" permet par ailleurs de rejoindre le bois de Vincennes et Paris[82].
- Mise en place de permis de végétaliser l'espace public en 2018[83]
- La commune s'est engagée depuis de nombreuses années[Quand ?] dans la gestion des déchets et le tri sélectif. Elle possède par ailleurs sur son territoire une déchetterie.

### Distinctions et labels
En 2022, la ville bénéficie d'une première fleur au concours des villes et villages fleuris.

### Jumelages
- Musselburgh (Royaume-Uni) depuis 1961
- Bernau bei Berlin (Allemagne) depuis 1962
- Rosignano Marittimo (Italie) depuis 1963
- Jalapa (Nicaragua) depuis 1983
- Alpiarça (Portugal) depuis 2008

Les 11 et 12 novembre 2022, à l'occasion des 60 ans des jumelages avec Musselburgh, Bernau beu Berlin et Rosignano Marittimo, le maire Laurent Jeanne a reçu ses homologues pour marquer cet anniversaire et signer un nouveau traité d'amitié symbolique avec Champigny.

## Population et société

### Démographie
L'évolution du nombre d'habitants est connue à travers les recensements de la population effectués dans la commune depuis 1793. Pour les communes de plus de 10 000 habitants les recensements ont lieu chaque année à la suite d'une enquête par sondage auprès d'un échantillon d'adresses représentant 8 % de leurs logements, contrairement aux autres communes qui ont un recensement réel tous les cinq ans,.

En 2022, la commune comptait 78 367 habitants, en évolution de +1,24 % par rapport à 2016 (Val-de-Marne : +3 %, France hors Mayotte : +2,11 %).
| 1793  | 1800  | 1806  | 1821  | 1831  | 1836  | 1841  | 1846  | 1851  |
| ----- | ----- | ----- | ----- | ----- | ----- | ----- | ----- | ----- |
| 1 434 | 1 286 | 1 210 | 1 263 | 1 434 | 1 459 | 1 533 | 1 619 | 1 610 |

| 1856  | 1861  | 1866  | 1872  | 1876  | 1881  | 1886  | 1891  | 1896  |
| ----- | ----- | ----- | ----- | ----- | ----- | ----- | ----- | ----- |
| 2 030 | 1 944 | 2 353 | 2 190 | 2 813 | 3 084 | 3 896 | 4 624 | 5 302 |

| 1901  | 1906  | 1911   | 1921   | 1926   | 1931   | 1936   | 1946   | 1954   |
| ----- | ----- | ------ | ------ | ------ | ------ | ------ | ------ | ------ |
| 6 655 | 8 555 | 10 426 | 13 571 | 20 289 | 27 450 | 28 883 | 30 239 | 36 903 |

| 1962   | 1968   | 1975   | 1982   | 1990   | 1999   | 2006   | 2011   | 2016   |
| ------ | ------ | ------ | ------ | ------ | ------ | ------ | ------ | ------ |
| 57 876 | 70 419 | 80 291 | 76 176 | 79 486 | 74 237 | 74 863 | 75 800 | 77 409 |

| 2021   | 2022   | - | - | - | - | - | - | - |
| ------ | ------ | - | - | - | - | - | - | - |
| 77 724 | 78 367 | - | - | - | - | - | - | - |

### Enseignement

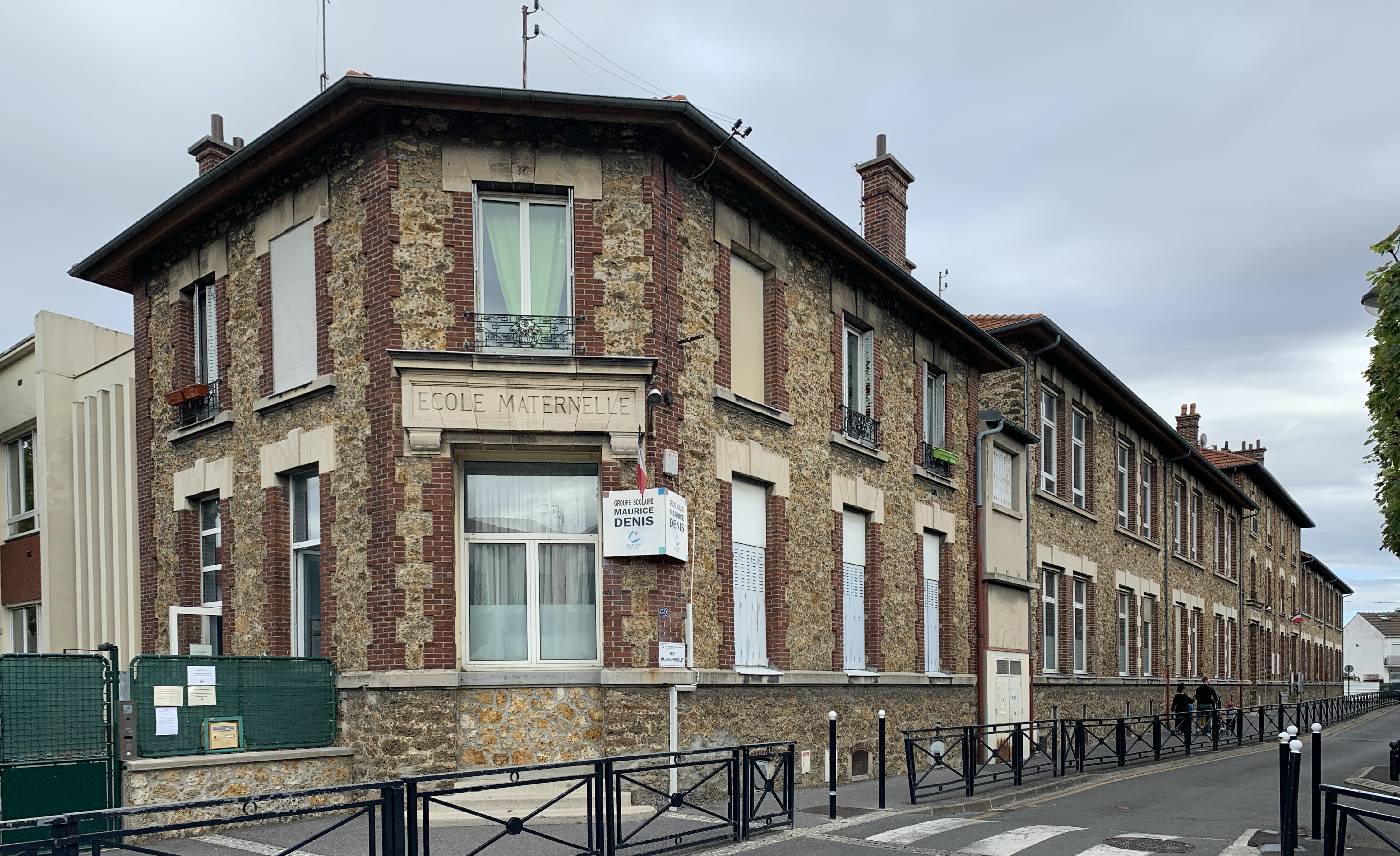
Groupe scolaire Maurice Denis.

#### Enseignement primaire
La commune comporte de nombreux établissements primaires avec 20 écoles maternelles et 17 écoles élémentaires :
Écoles maternelles
- Albert-Thomas
- Marcel-Cachin
- Danielle-Casanova
- Jeanne-Vacher
- Léon-Frapié
- Georges-Politzer
- Irène-Joliot-Curie
- Maurice-Denis
- Jacques-Decour
- Henri-Bassis
- Eugénie-Cotton
- Simone-Veil
- Maurice-Thorez 1
- Maurice-Thorez 2
- Anatole-France 1
- Anatole-France 2
- Jacques-Solomon 1
- Jacques-Solomon 2
- Romain-Rolland
- Paul-Vaillant-Couturier

Écoles élémentaires
- Albert-Thomas
- Marcel-Cachin
- Jean-Jaurès
- Georges-Politzer
- Irène-Joliot-Curie
- Maurice-Denis
- Jacques-Decour
- Simone-Veil
- Henri-Bassis
- Eugénie-Cotton
- Maurice-Thorez A
- Maurice-Thorez B
- Anatole-France A
- Anatole-France B
- Jacques-Solomon
- Romain-Rolland A
- Romain-Rolland B

#### Enseignement secondaire
Sept collèges :
- Willy-Ronis anciennement Musselburgh.
- Paul-Vaillant-Couturier
- Elsa-Triolet
- Lucie-Aubrac
- Henri-Rol-Tanguy
- Nelson Mandela
- Sainte-Thérèse, collège confessionnel.catholique

Trois lycées polyvalents :
- Langevin-Wallon : 1746e/2301 (National) - 42e/47 (Départemental)[89]
- Louise-Michel : 1362e/2301 (National) - 31e/47 (Départemental)[90]
- Marx-Dormoy : 1258e/2301 (National) - 30e/47 (Départemental)[91]

Un lycée professionnel :
- Gabriel-Péri

### Santé
- un hôpital à Champigny : l'hôpital privé Paul d'Égine[92].
- une clinique privée de Champigny Ramsay Santé[93]
- deux centres de santé gérés par la ville de Champigny-sur-Marne. CMS Maurice-Ténine et CMS Pierre-Rouquès
- un centre d'accueil initial (SAMI) rue Charles Fourier[94]
- un Centre de Planification et d’Education Familiale (PMI)[95]

### Sports
- 5 complexes sportifs : parc du Tremblay (omnisports), René-Rousseau (football-athlétisme-tennis), Auguste-Delaune (football-dojo-gymnase-piscine), Nelson-Mandela (rugby-tennis) et Jean-Guimier (piscine-gymnase).
- 6 stades : René-Rousseau (football), Auguste-Delaune (football), Charles-Solignat (football), Léon-Duprat (football) Nelson-Mandela (rugby) et parc interdépartemental des sports du Tremblay (omnisports).
- 9 gymnases : Delaune et Guimier, Daniel-Féry, Paul-Émile-Victor, Pascal-Tabanelli, Maurice-Baquet, Léo-Lagrange, Simone-Jaffray, Jesses-Owens.
- 3 salles de sport : tennis de table, boxe-haltérophilie-musculation, escrime.
- 2 piscines : Auguste-Delaune (dotée d'un bassin séparé à plongeon et 3 plongeoirs tremplins et plate-forme de hauteurs 1 m, 3 m, 5 m)[96], et Jean-Guimier.
- 1 patinoire : club de hockey sur glace « Champigny Hockey Club » évoluant en Division 3.
- 1 base nautique, ancienne baignade des années 1930, avec ses galeries, cabines et balcons, accueillant des activités de canoë-kayak et d'aviron.
- 1 boulodrome : Pétanque et Lyonnaise.

### Manifestations culturelles et festivités
- Champigny Plage : Chaque année, la ville propose le festival Champigny Plage. Il a lieu une bonne partie du mois de juillet.
- Festival Cour et Jardin : Le festival Cour et Jardin est né d'une initiative d'habitants du quartier du Maroc et du Centre Jean-Vilar de Champigny-sur-Marne. Durant tout un après-midi fin septembre, les habitants ouvrent leur jardin, leur cour ou leur garage, pour accueillir un artiste, une compagnie de spectacle vivant, ou une projection de courts-métrages. L'événement est désormais bisannuel. La dernière édition s'est tenue en septembre 2019.
- La foire aux cochons (début novembre) réhabilitée dans les années 1970, sa tradition remonte à 1563.

### Médias
Champigny Notre Ville - Magazine Municipal mensuel 

Sortir à Champigny - Magazine Municipal mensuel des sorties culturelles

### Cultes

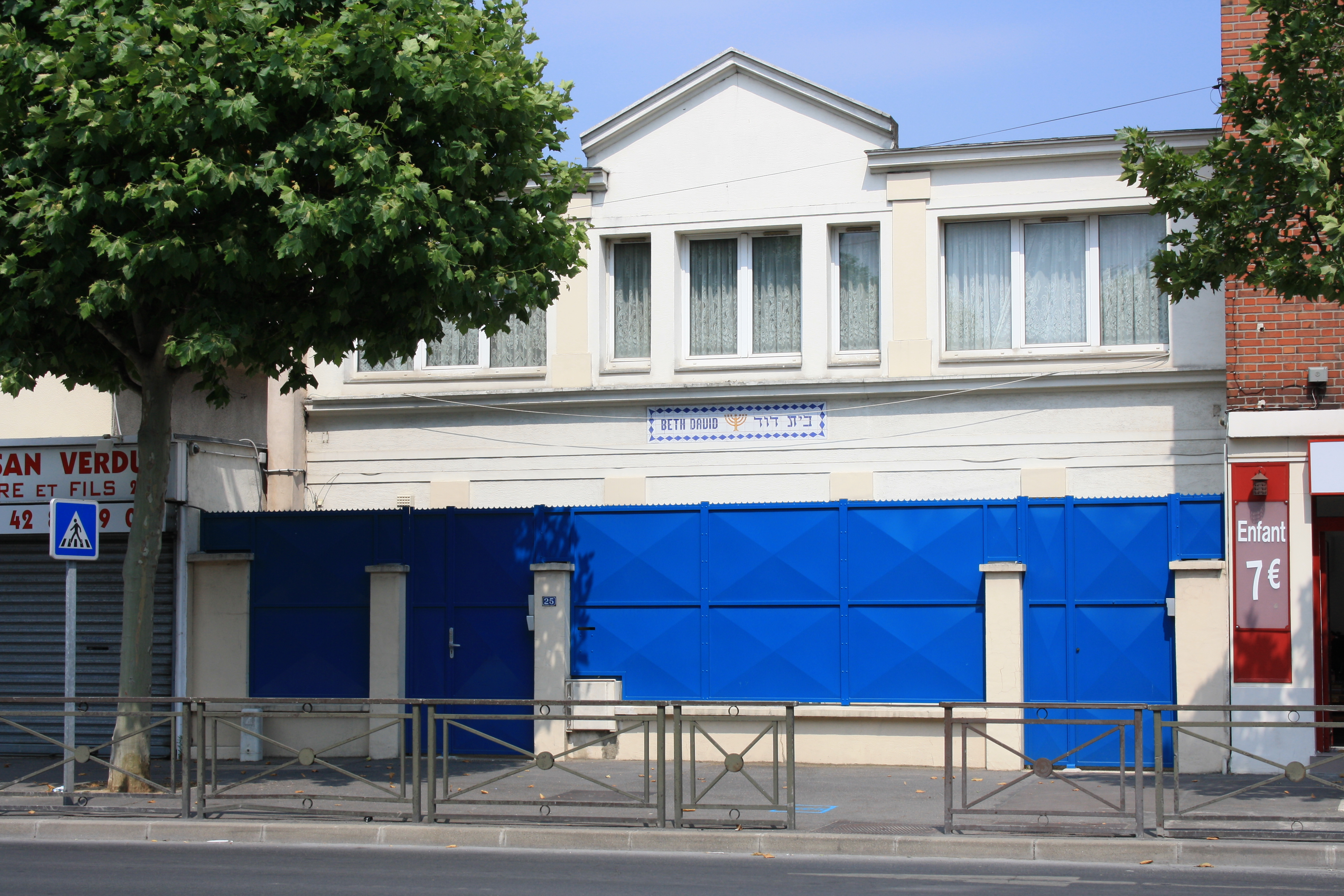
Synagogue.

La ville possède plusieurs lieux de culte
Culte Catholique
- Église Saint-Saturnin
- Église Saint-Bernadette
- Église Sainte-Marie
- Église Saint-Joseph
- Église Notre Dame du Sacré Cœur

Culte Protestant
- Église Protestante Unie de Champigny / Marne
- Église baptiste
- Église adventiste du 7e jour

Culte Musulman
- Mosquée du Bois-l'Abbé

Culte Israélite
- Synagogue

Culte Bouddhiste
- Pagode Bouddhiste

## Économie

### Revenus de la population et fiscalité
Les habitants de Champigny-sur-Marne gagnent en moyenne 2 419 € nets par mois, soit 29 026 € nets par an en 2019 d'après l'INSEE
| Données 2020                          | Champigny-sur-Marne | Moyenne France     |
| ------------------------------------- | ------------------- | ------------------ |
| Revenu mensuel moyen par foyer fiscal | 2 067 € / par mois  | 2 303 € / par mois |
| Nombre de foyers fiscaux              | 45 474 foyers       | 1 054 foyers       |
| Nombre moyen d'habitant(s) par foyer  | 1,7 personne(s)     | 1,8 personne(s)    |

## Culture locale et patrimoine

### Lieux et monuments

#### Églises

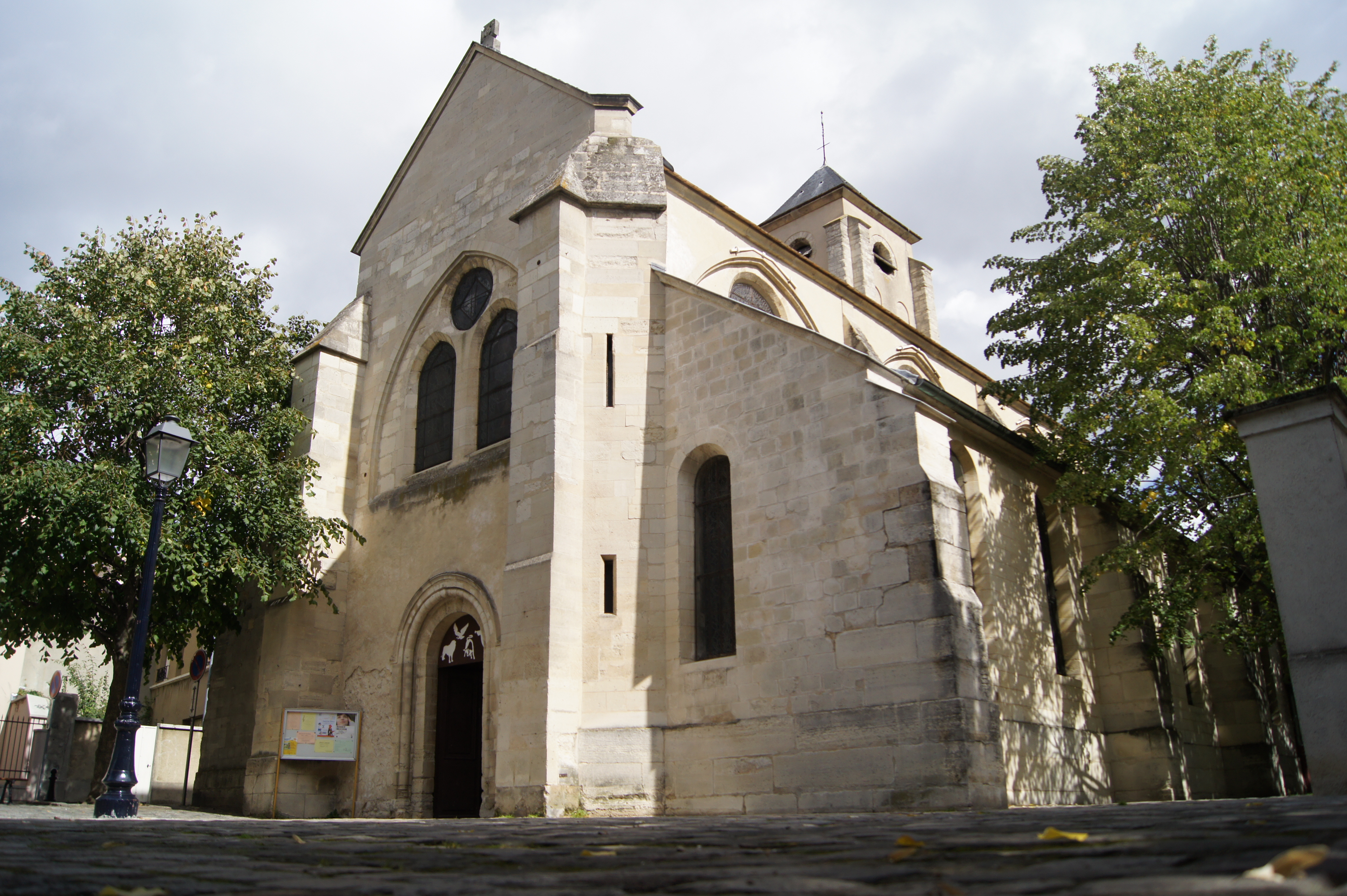
L'église paroissiale Saint-Saturnin.

- L'église Saint-Saturnin a été classée monument historique le 23 mai 1913. Des controverses attribuent à cette église une influence de la cathédrale Notre-Dame-de-Paris mais il est probable qu'elle fut bâtie cinquante ans auparavant. De Pointis y gît sous une dalle. Elle est située au centre du vieux Champigny. Elle a été restaurée dans les années 1980. C'est un très intéressant édifice de style gothique du XIIIe siècle avec un clocher et une base de façade du XIIe siècle. À l'intérieur, il est possible d'admirer un très élégant triforium surmonté d'oculi. Au revers du banc d'œuvre, un beau panneau de bois sculpté polychrome du XIVe siècle représentant le Christ au Jardin des Oliviers et devant Ponce Pilate.
- La chapelle Notre-Dame-du-Sacré-Cœur, XVIIIe siècle, située au 2 rue de l'Abreuvoir, est l'ancienne chapelle du château de Cœuilly.
- L'église Notre-Dame-du-Sacré-Cœur, construite dans les années 1960, fut inaugurée par monseigneur Feltin, archevêque de Paris.
- L'église Saint-Bernadette.
- L'église Sainte-Marie-du-Plant.
- L'église Saint-Joseph du Tremblay.

#### Château de Cœuilly
Le château de Cœuilly, propriété de la famille Bochart, par dot de Jeanne Simon à Jean II Bochart (1593), et ce jusqu'à Jean-Baptiste-Gaspard Bochart (né en 1730), premier président au Parlement de Paris, mathématicien, astronome, avocat, membre de l'Académie des sciences en 1781. Il fut dénoncé comme anti-révolutionnaire, arrêté le 18 décembre 1793 et guillotiné le 20 avril 1794.
Pendant la guerre de 1870, la Kommandantur prussienne s'y installa.
Le château actuel a été construit au début du XVIIe siècle, il est inscrit au titre des Monuments historiques depuis 1977.

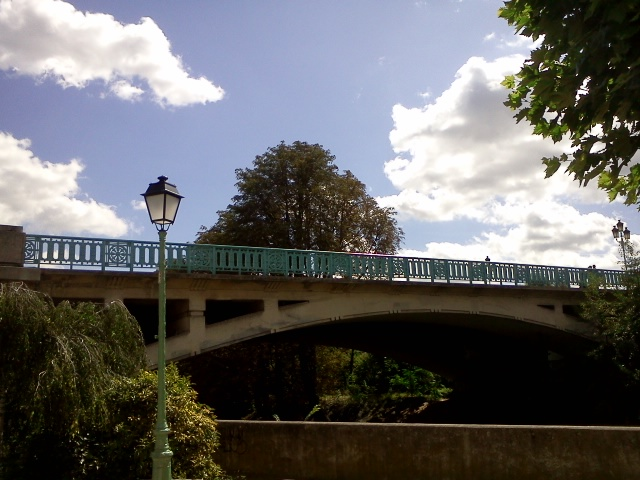
Le pont de Champigny en 2010.

#### Cité-jardin
La cité-jardin de Champigny-sur-Marne est une réalisation de 1931 à 1936 par les architectes Paul Pelletier et Godefroy Teisseire avec théâtre et école sur commande du sénateur Henri Sellier.

#### Pont de Champigny
Le pont de Champigny fut reconstruit en 1842 avec 5 arches en charpente. Il est détruit en partie sur ordre de l'armée française lors du siège de Paris durant la guerre de 1870. Le pont était, en effet, un enjeu formidable pour les armées allemandes dans leur avancée vers Paris. Le pont saute le 12 septembre 1870. Avec la destruction des autres ponts situés sur la Marne (Bry, Joinville), la Marne redevient une barrière naturelle stoppant l'avance allemande.
Le pont est reconstruit avec tablier métallique en 1872. Le pont actuel date de 1934 (inauguré par Pierre Laval).
- Le Moulin flottant de 1880

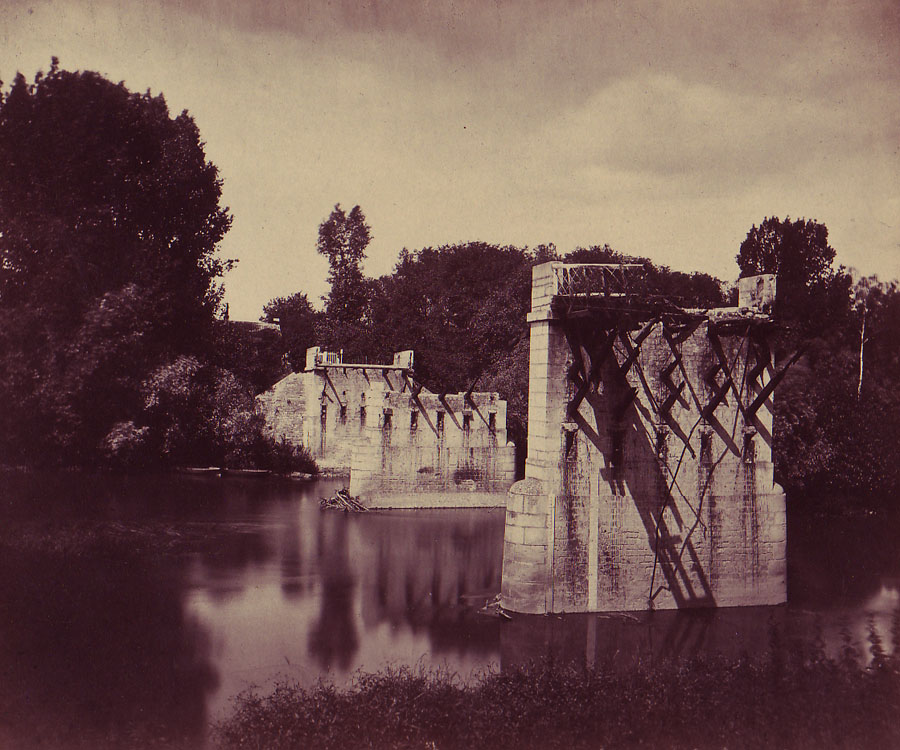
Le pont de Champigny-sur-Marne après sa destruction le 12 septembre 1870.

Une aquarelle d'Albert Capaul (AD du Val-de-Marne 9FI) montre ce moulin flottant sur la Marne avec une transmission de l'énergie rotative par courroie vers les bâtiments sur le quai. Ce système est tout à fait exceptionnel et il a été oublié car le moulin de Champigny a continué à fonctionner bien après la disparition du moteur flottant.

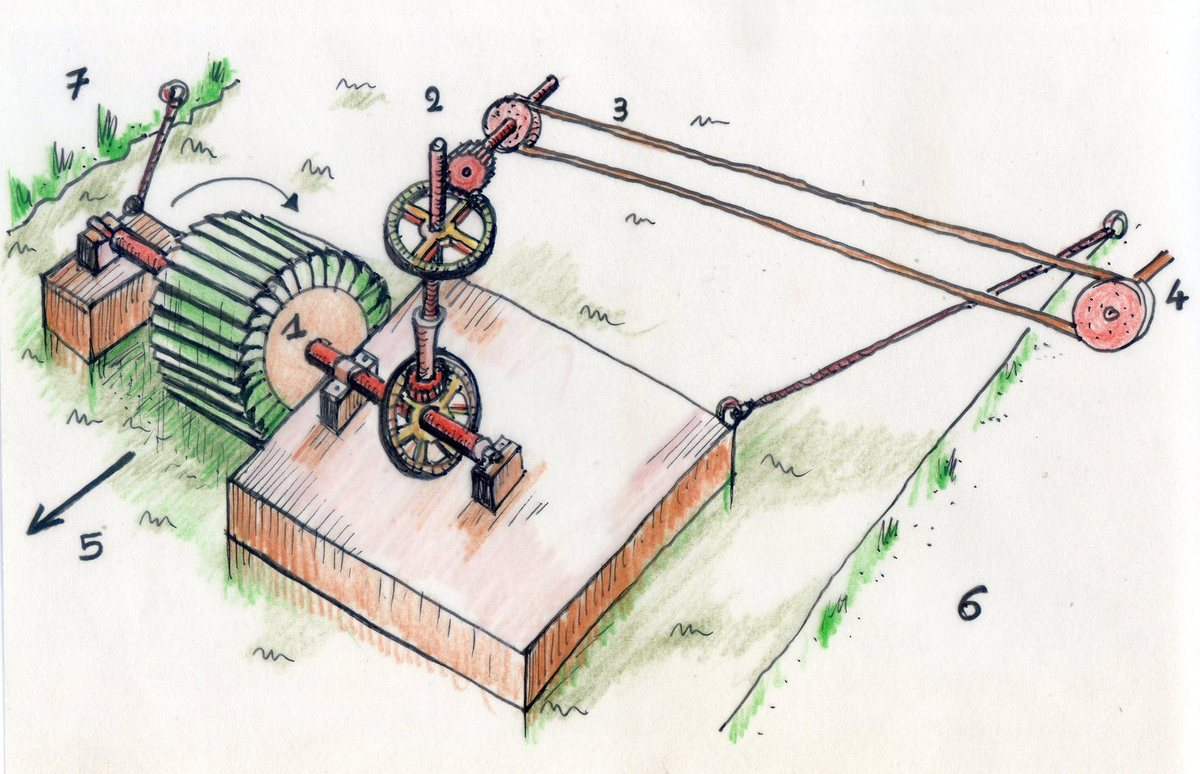
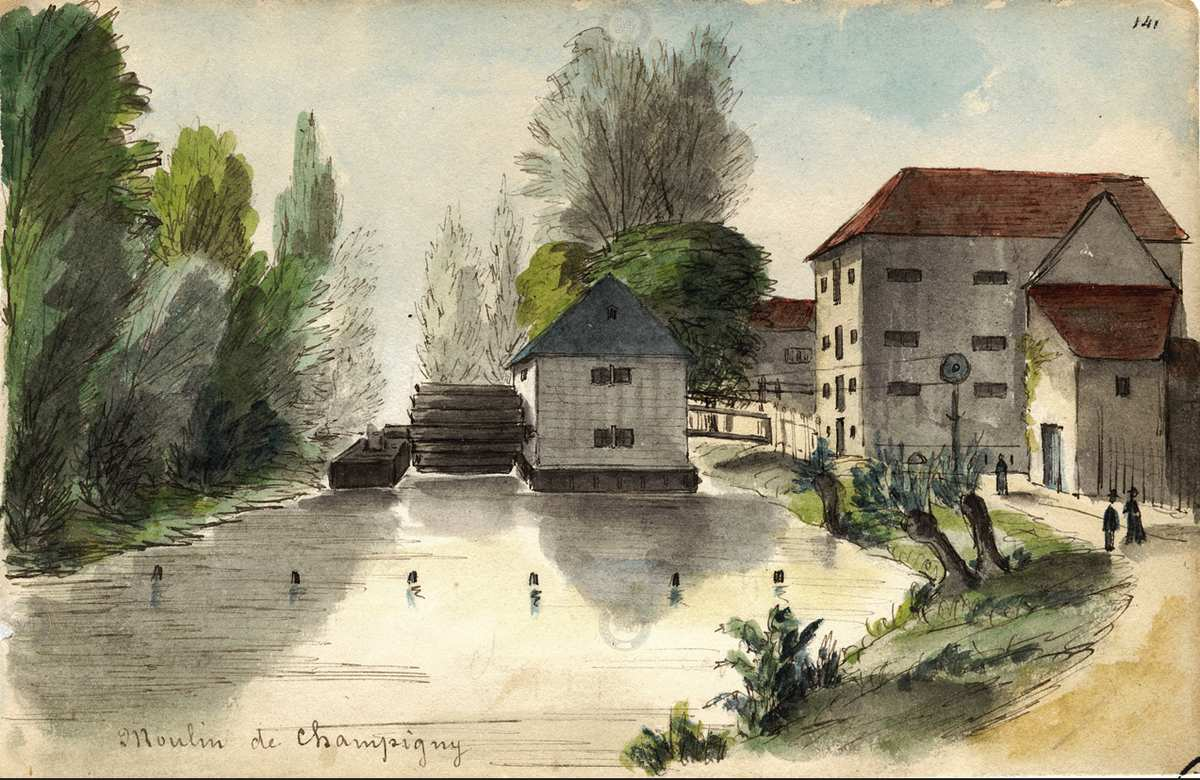

#### Fort de Champigny
Le fort de Champigny, (situé rue A. Briand à Chennevières), construit après la guerre 1870-71, était destiné à la défense de la capitale. Ce fort est inscrit à l'inventaire supplémentaire des monuments historiques (16/05/1979).

#### Maisons remarquables
- Maison, rue du Four, lieu où se réinstalla en 1871 la municipalité, après son évacuation à Paris. Cette maison est, par sa façade marquée d'éclats d'obus, la seule trace restante de Champigny-la-Bataille.
- La maison scandinave, construite à la fin du XIXe siècle. À l’arrière de la maison se trouve le pavillon scandinave conçu par Charles Garnier (architecte) pour l'Exposition universelle de 1889, maison toute de bois sur socle de pierre. L'ensemble est inscrit au titre des Monuments historiques depuis 1995.

### Patrimoine naturel
- Le parc du Tremblay[101], parc départemental de loisirs créé en 1976 à la demande du député Roland Nungesser et géré par le département et la ville de Paris. Sur une étendue de 73 hectares, ce lieu propose aux petits et aux grands espaces verts, parcours sportifs, jeux, terrains de sports… Il est implanté sur l'ancien champ de courses du Tremblay, réalisé en 1906, fermé en 1967. Auparavant cet espace était un territoire agricole nommé la Ferme du Tremblay.
- Le parc départemental du Plateau, situé entre les rues de Bernaü et l'avenue Marx-Dormoy, s'étend sur 19 hectares. C'est un espace diversifié, avec esplanades, allées de détente, terrasse et belvédère sur la vallée de la Marne et Paris. Ces jardins thématiques, jardin des plantes, bambouseraie, érablière, verger, vignoble et prairies fleuries en font un lieu de découvertes horticoles. Le sport y trouve naturellement sa place avec des aires spécifiques et de pique-nique. Également lieu d'histoire et de culture. Le site a été marqué par de violents combats en 1870 et il abrita le plus grand bidonville de France dans les années 1960.
- Quatre îles qui sont classées réserves naturelles régionales (anciennement Réserves naturelles volontaires) depuis 1999.
  - L'Île de l'Abreuvoir (0,20 ha) réserve naturelle départementale. Lors de visites (en groupe uniquement), on peut y découvrir l'étonnante biodiversité de ce milieu préservé.
  - L'île Pissevinaigre (0,40 ha) grandement boisée et colonisée par une végétation typique des bancs de vase dont la cuscute d'Europe. Elle tient son nom du vin qui provenait des vignes des coteaux de Champigny
  - Les Îles des Gords, deux îles de 0,43 ha, où l'on trouve une végétation de type forestier. La présence de vase favorise le développement de plantes rares comme la moutarde noire et le souchet brun. Sur ces réserves naturelles départementales, la faune y croît avec des espèces remarquables : la vespertilion de Daubenton (chauve-souris), le martin-pêcheur d'Europe, la grande æschne (libellule). Elles tiennent leurs noms d'un filet de pêche que l'on tendait autrefois entre l'île et la rive.

Des œuvres d'artistes contemporains y sont exposées :
1. Conditions 6 de Jean Clareboudt
2. Cascade de Irmgard Sigg
3. Table d'orientation de Sylvie Sandjian
4. Systèmes de pliage d'Éric Solé.

### Autres curiosités

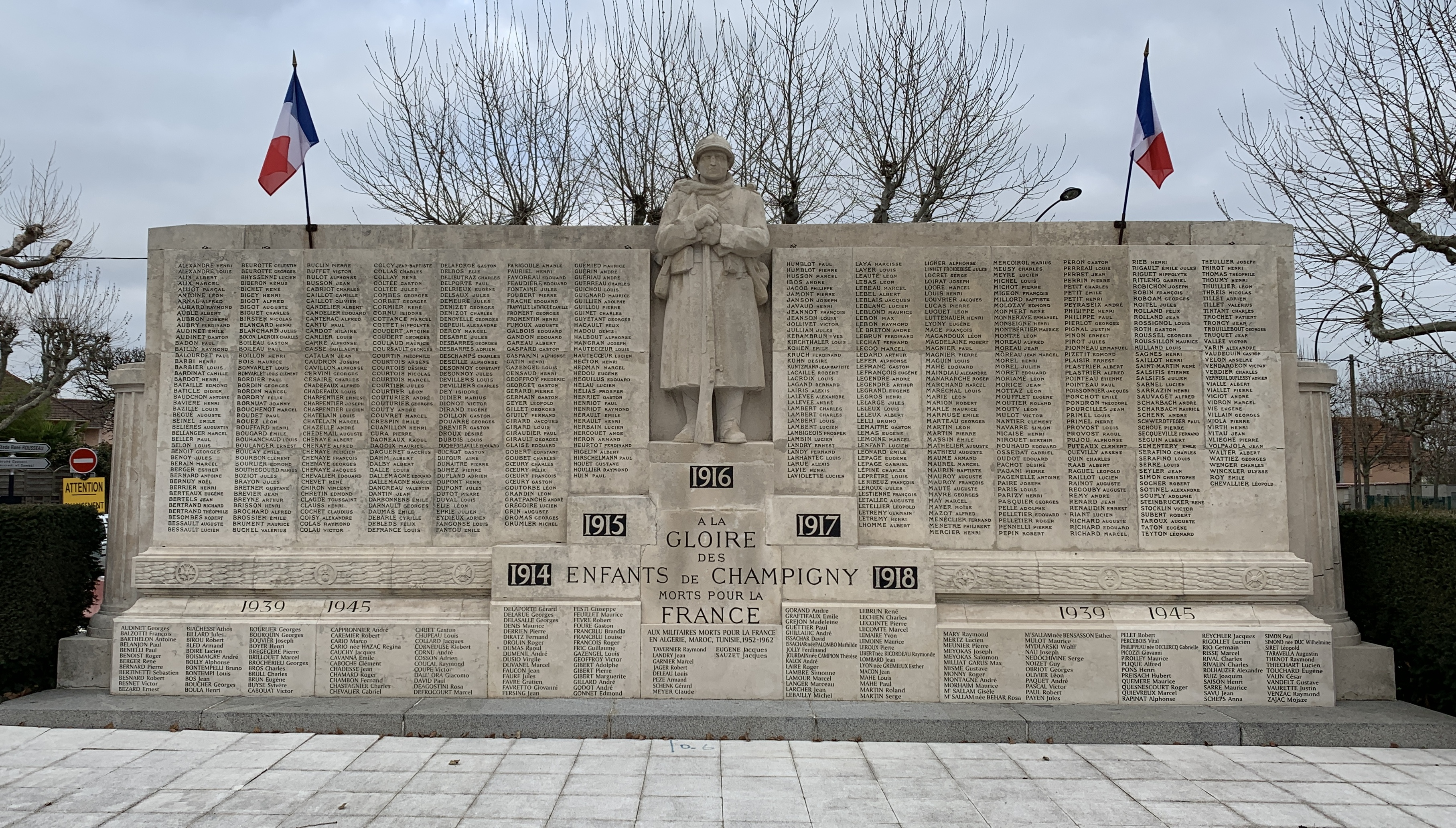
Monument aux morts.

- Fresque la vie de Saint-Joseph -1943- (église Saint-Joseph du Tremblay)
- Jésus tombe pour la seconde fois -1938- (église Sainte-Bernadette)
- Fonts baptismaux -1934- (église Sainte-Bernadette)
- Vitraux -1956- (église Sainte-Libératrice-du-Plant)
- Repas pantagruélique des Marmousets (hall de la mairie)
- Œuvre de Gérard Vincent (école Anatole-France)
- Formes mathématiques (lycée Langevin-Wallon) bas-relief en cuivre de Francis Burette -1967-
- Œuvre de Jean-Michel Dalbin -1974- pour le lycée Marx-Dormoy (visible par la rue du Monument)
- Pleureuses (cimetière)
- Table du café Le Croissant, dessus en marbre, tour en bois, sur laquelle fut assassiné Jean Jaurès le 31 juillet 1914, donnée par Albert Wiedmer propriétaire du café, à la commune en souvenir d'Albert Thomas.
- Les Guinguettes (île du Martin Pêcheur) (Moulin Vert)

Statues remises à la ville, mais toujours possession de la ville de Paris (les 4 dernières ayant disparu ?) :
- François Villon escollier, non identifiée comme telle. Bronze de Jean-François Etcheto (1853/1889) (installée square Monge à Paris en 1883). Elle serait l'une des trois rescapées, cachées par la résistance à Paris, des destructions ordonnées par Vichy, pour être fondues, pour fournir les nazis. Déposée à Champigny depuis 1950.(angle des rues Éisée-Reclus/Côte-d'Or)
- Chienne dogue de forte race avec ses petits, fonte de fer peinte de Pierre Louis Rouillard (1820/1881) à l'angle des rues Proudhon et Karl-Marx.
- Les Hirondelles, marbre de Peiffer - 1878 - Déposée à Champigny depuis 1947. (centre technique rue de la Plage)
- Le Préféré, (petite fille et l'agneau) marbre de Peyre. Déposée à Champigny depuis 1942 (CMS Maurice-Ténine).
- Le Charmeur de serpents, bronze -1923- par Albert Aublet (1851/1938) (place de la Résistance). Déposée à Champigny depuis 1950.
- Le Petit Chat, marbre de Bianchi -1910- (H. 1,36 m) représentant un enfant nu un chat dans les bras un autre à ses pieds.
- Le Terrassier roi de Paris, marbre de Bailly (H. 2,30 m) installée place de la Fontaine en 1942. Remise à Champigny en 1938. Cette statue fut décapitée puis disparue lors des travaux de l'A4 en 1974. (enterrée dans les carrières stade N.-Mandela ?)
- Confidences, marbre de Couteilhas -1920-. Remise à Champigny en 1950.
- Homme assis, bronze de Alfred Benon -1936- Stade René-Rousseau. Volée en 1999.

### Patrimoine culturel

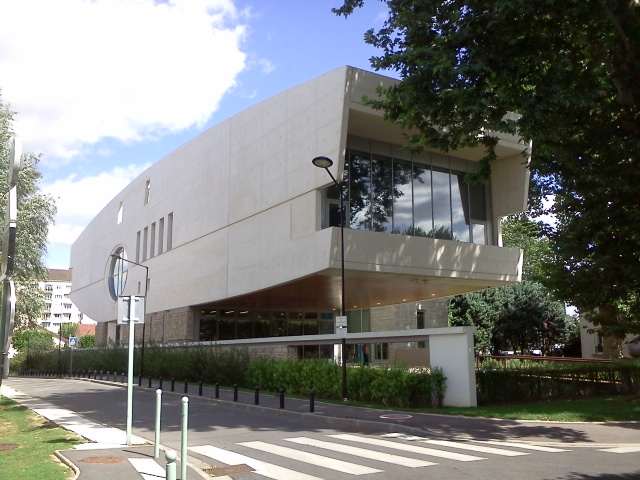
Le Centre Départemental de Documentation Pédagogique à Champigny.

- 4 centres culturels : Gérard-Philipe, Olivier-Messiaen (anciennement centre de loisirs Albert-Thomas), Youri-Gagarine, Jean-Vilar
- 3 médiathèques[102] : André-Malraux, Gérard-Philipe, Jean-Jacques-Rousseau
- le cinéma : studio 66
- le conservatoire Olivier-Messiaen
- l'école d'arts plastiques Maison des arts plastiques Claude-Poli
- le musée de la Résistance nationale

### Personnalités liées à la commune
- Clarisse Agbegnenou, judokate française la plus titrée de l'histoire, est membre du club Red Star de Champigny sur Marne
- Philippe Ballard (1960-), journaliste et député, né à Champigny-sur-Marne
- Djamel Belmadi est un footballeur international algérien, puis entraîneur du club qatari Lekhwiya puis de l'équipe nationale du Qatar puis de l'équipe nationale d'Algérie, avec laquelle il est devenu champion d'Afrique en juillet 2019, lors de la CAN 2019 en Égypte.
- Samuel Benchetrit, né à Champigny le 26 juin 1973, écrivain, acteur, scénariste, réalisateur, metteur en scène français.
- Sarah Bernhardt (Rosine Bernard) (22 octobre 1844 - 26 mars 1923, Paris), comédienne. Elle habita Champigny dans le manoir médiéval d'Albert Darmont, toujours visible rue A.-Darmont.
- Surya Bonaly, (15 décembre 1973, Nice), quintuple championne d'Europe de patinage artistique (1991 à 1995), s'est entraînée à la patinoire de Champigny.
- René Bonnet, vécut à Champigny. Il a notamment installé le siège social des Automobiles René Bonnet & Cie, sa fabrique d'automobiles de course dans cette même ville (avenue Charles-de-Gaulle).
- Étienne Brûlé aventurier né en 1592, à Champigny-sur-Marne. Il est mort en juin 1633 au Canada
- Albert Capaul, (1827-1904) qui peint le Moulin de Champigny, aquarelle vers 1880.
- Robert Casier (1924-2010), hautboïste, chambriste et pédagogue, est né à Champigny.
- Aliou Cissé est un footballeur international sénégalais, puis entraîneur de l'équipe nationale du Sénégal, avec laquelle il est devenu vice-champion d'Afrique en juillet 2019, lors de la CAN 2019 en Égypte et champion d'Afrique en 2022 pour la CAN 2021 au Cameroun.
- Jacques Darmont (1894-19..), fils du précédent, auteur dramatique et réalisateur né à Champigny.
- Tonton David (David Grammont) (1967 - 2021), chanteur de reggae, a vécu à Champigny-sur-Marne et y est enterré
- Jean Dettweiller (1875-1965), membre de la bande à Bonnot, y demeure au 134 Grande-Rue, où il ouvre un magasin de réparations de bicyclettes et d'automobiles[103].
- Dominique Duvauchelle (1952-1982) journaliste sportif qui a participé à l'émission Stade 2, sur Antenne 2, y est né.
- Manu Dibango, (1933-2020), saxophoniste camerounais, a vécu à Champigny[104].
- Bernard Farjat, (7 septembre 1945), champion de France au cheval d'arçon (1971), sélectionné aux Jeux olympiques de 1972 et de 1976, puis dirigeant du club de gymnastique de Champigny (1976-2008).
- Christian Favier (1951), Sénateur (2011), conseiller général en 1994, président du conseil général du Val-de-Marne depuis 2001.
- Jacques Inaudi, (13 octobre 1867 Italie - 10 novembre 1950, Champigny) calculateur prodige, a fini ses jours rue Saint-Eugène. Il est inhumé au cimetière du centre.
- Georges Marchais, (7 juin 1920, La Hoguette - 16 novembre 1997, Paris), secrétaire général du PCF de 1972 à 1994, député du Val-de-Marne (1973/1997), a vécu à Champigny et y repose au cimetière du Centre.
- Thierry Marx (19 septembre 1959, Paris 20e, célèbre cuisinier français, a vécu et a effectué une partie de sa scolarité à Champigny.
- Paul Mefano (6 mars 1937, Bassorah), compositeur, élève d'Olivier Messiaen, il crée et dirige l'ensemble 2E2M (études et expressions des modes musicaux) en 1972 dont le siège est à Champigny. La même année, il est nommé directeur du conservatoire de la ville. Il le restera jusqu'en 1988.
- Alain Mimoun (1er janvier 1921) champion olympique du marathon en 1956 à Melbourne, a longtemps vécu dans le quartier de Polangis et s'y est entraîné. Il est décédé le 27 juin 2013.
- Caroline Monnot, journaliste et directrice de la rédaction du Monde, est née et a grandi à Champigny.
- Estelle Mossely, médaillée d'or aux jeux olympiques de 2016, est membre du club Red Star de Champigny sur Marne.
- Nelick, né à Champigny le 27 février 1997, rappeur français.
- Baron de Pointis, (Jean-Bernard Louis Desjean) (1645, en Bretagne - 24 avril 1707, Champigny), seigneur de Champigny par location. Corsaire, amiral, chef d'escadre, directeur des corsaires (après Jean Bart). Il prit part à de nombreuses expéditions aux côtés de Duquesne et Tourville. Il fit bombarder Carthagène (Colombie) en 1697, ce qui lui rapporta une importante rente de Louis XIV.
- Polaire (1874-1939), actrice et chanteuse, amie de Colette, décédée à Champigny-sur-Marne.
- Angelin Preljocaj, chorégraphe, a grandi dans le quartier de l'Égalité de Champigny-sur-Marne. Ses ballets furent un temps installés rue Guy-Môquet[105].
- Pascal Renwick, né le 7 décembre 1954, à Lille et décédé le 19 juillet 2006, à Champigny-sur-Marne, comédien de doublage vocal français.
- Pierre Santini (8 août 1938), comédien et metteur en scène. Créateur et directeur du TBM, Théâtre des Boucles de la Marne en 1983, dont le siège était au théâtre Gérard-Philipe.
- Louis Talamoni (19 décembre 1912, Vezzani - 30 avril 1975, Champigny), maire (1950/1975) et sénateur de la Seine, puis du Val-de-Marne (1963/1975). Il participa au combat pour la libération de la Corse. Une rue honore sa mémoire, ainsi qu'un monument financé par la communauté portugaise[106],[107]. Il est inhumé au cimetière du centre.
- Albert Thomas, né à Champigny le 16 juin 1878, mort à Paris (gare de l'Est) le 8 mai 1932, député socialiste, ministre de l'Armement (1916-1918) et directeur du BIT (1921-1932), maire de la ville de 1912 à 1921.
- Séverine Vandenhende (12 janvier 1974 Dechy), judokate campinoise, championne du monde en 1997 à Paris et championne olympique à Sydney le 19 septembre 2000.

### Héraldique, logotype et devise
| Blason Champigny-sur-Marne | Les armes de Champigny-sur-Marne se blasonnent ainsi : Écartelé: au 1er, d'azur au croissant d'or surmonté de deux étoiles du même ; au 2e, de gueules à la grappe de raisin tigé et feuillée d'argent ; au 3e, de gueules à la barque antique équipée et habillée d'argent voguant sur une rivière du même mouvant de la pointe ; au 4e, d'azur au croissant d'or surmonté d'une étoile du même. Ses armoiries (fin XIXe) dues à Henri Caillot, rappelle son histoire, par sa couronne murale, de cité fortifiée. Les cantons un et quatre (haut gauche et bas droit) consacrent l'ascension nobiliaire des Bochart. Le troisième célèbre la Marne (barque à l'antique d'argent voguant sur une rivière du même, mouvant à la pointe) et le deuxième évoque l'activité passée (à la grappe de vigne d'argent sur champ de gueules). La devise de la ville Ny fer, ny feu, rien ne me peult rappelle le passé guerrier de la ville. |

## Pour approfondir